# Conteste
No Radioamadorismo a derivação de Conteste vem da palavra inglesa contest uma  competição real com regras e premiação entre os radioamadores regidos regulamentos diferenciados por cada competição que podem ter abrangência local, nacional e internacional.
Na maioria dos Contestes de radioamadores abrange um período de tempo em que as estações operadas por um ou mais radioamadores tentam efetuar o maior número de contatos possíveis dentro deste período, e conforme o regulamento devem procurar países, distancias, localidades ou regiões para multiplicar seus pontos conforme o regulamento da competição.
Os contestes mais conhecidos a nível mundial com a participação de mais de 3 mil radioamadores são o CQWPX , CQWW, ARRL-DX e o WAE, Nacionais temos em HF o CVA Verde e Amarelo promovido pelo Exercito brasileiro, O CQMM, e em VHF AVHFC e o CQRJ

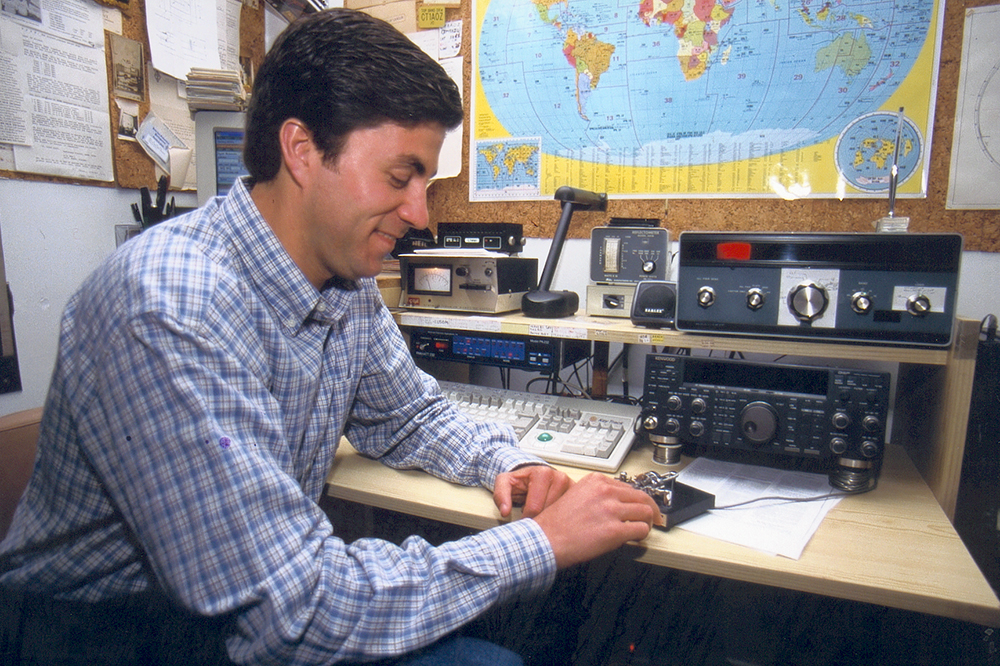
Jose, CT1BOH, campeão do mundo de competições de radioamadorismo.

O Conteste na  Faixa do cidadão é uma modalidade de confraternização pelos operadores deste serviço com a finalidade de divulgação de determinado evento ou data comemorativa de alguma entidade ou organização, com data de início e término. 
Os organizadores elaboram uma cartolina (cartão comemorativo) ou diploma, abordando temas e ilustrações sobre o assunto em pauta que serão distribuídos entre os participantes via correio.
Para divulgação de um conteste, relacionam-se as Estações Chaves da Faixa do Cidadão , numeradas sequencialmente para facilitar a abertura de correspondência e saber de qual estação foi gerada.
A contagem de recebimentos de correspondência é importante para a pontuação dos participantes.
Assim sendo quem mais divulgar, receberá mais respostas, portanto isso definirá os primeiros colocados da competição.

## Exemplos
Contestes dos radioamdores
Internacionais
CQWPX , CQWW, ARRL-DX WAE
Nacionais
CVA Verde e Amarelo promovido pelo Exercito brasileiro CQMM, 
AVHFC
CQRJ